# Shiv Shankar Menon
Pour les articles homonymes, voir Menon.
Shivshankar Menon ou Sivasankara Menon (Malayâlam : ശിവശങ്കര്‍ മേനോന്‍, hindi : शिवशंकर मेनोन) est en 2010 le National Security Advisor (NSA) auprès du Premier ministre de l'Inde. Il a été auparavant Haut Commissaire au Pakistan et ambassadeur en Chine et en Israël,.

## Vie personnelle et éducation
Menon est originaire d'Ottapalam dans la municipalité de Palakkad, dans l'état indien de Kerala. Parappil Narayana Menon, son père, est un diplomate qui a été consul général au Tibet et ambassadeur en Yougoslavie. Son grand-père, K. P. S. Menon, est le premier ministre de affaires étrangères indien tandis que son oncle a été ambassadeur en Chine.
Shiv Shankar Menon passe une partie de son enfance au Tibet alors que son père est en poste à Lhassa,.
Il est marié à Mohini Menon avec qui il a eu une fille et un garçon. Sa langue maternelle est le malayalam mais il parle également le chinois et l'allemand.
Malgré son emploi du temps chargé au ministère des affaires étrangères indien, il continue à s'intéresser à la musique classique et à l'Himalaya. 
Menon fait ses études à la Scindia School, Gwalior, et obtient plus tard son MA en histoire à l'Université de Delhi.
Il reçoit en 2000 une récompense, le "Madhav Award", de son ancienne école, la Scindia School.

## Carrière
Menon commence sa vie professionnelle en 1972 au Ministère Indien des Affaires Étrangères.
Il fait un passage au département de l'énergie atomique indien comme conseillé à la commission sur l'énergie atomique. Il continue ce travail alors qu'il est en poste à Vienne. 
Il est ensuite envoyé pour la première fois  en poste à Beijing (il aura trois postes en Chine). Son dernier poste en Chine est le poste d'ambassadeur à travers lequel il améliore les relations sino-indiennes, organisant la visite du premier ministre indien Atal Bihari Vajpayee en Chine.
Menon a aussi été Ambassadeur en Israël et Haut-Commissaire au Sri Lanka et au Pakistan. Il est ensuite désigné au poste de ministre de ministre des affaires étrangères en 2006 pour enfin être nommé National Security Advisor auprès du Premier Ministre en 2010.
Un point marquant de sa carrière est l'accord de coopération Indo-US sur le nucléaire civil qu'il a mis en place.

## Sources
- (en) Cet article est partiellement ou en totalité issu de l’article de Wikipédia en anglais intitulé « Shiv Shankar Menon » (voir la liste des auteurs).